# USS Oklahoma (SSN-802)
| «Оклахома»                     | «Оклахома»                                                                   | «Оклахома»                                                                   |
| ------------------------------ | ---------------------------------------------------------------------------- | ---------------------------------------------------------------------------- |
| USS Oklahoma (SSN-802)         |                                                                              |                                                                              |
|                                |                                                                              |                                                                              |
| Головний човен класу Вірджинія |                                                                              |                                                                              |
| Під прапором                   | США                                                                          | США                                                                          |
| Сучасний статус                | Замовлений                                                                   | Замовлений                                                                   |
| Проєкт                         |                                                                              |                                                                              |
| Тип ПЧ                         | Багатоцільовий атомний підводний човен з крилатими ракетами типу «Вірджинія» | Багатоцільовий атомний підводний човен з крилатими ракетами типу «Вірджинія» |
| Вартість                       | $1,8−2,5 млрд.                                                               | $1,8−2,5 млрд.                                                               |
| Основні характеристики         |                                                                              |                                                                              |
| Швидкість (надводна)           | вузлів (км/год)                                                              | вузлів (км/год)                                                              |
| Швидкість (підводна)           | 25-34 вузлів (46- 62км/год)                                                  | 25-34 вузлів (46- 62км/год)                                                  |
| Робоча глибина занурення       | 240 м                                                                        | 240 м                                                                        |
| Гранична глибина занурення     | 500 м                                                                        | 500 м                                                                        |
| Автономність плавання          | діб                                                                          | діб                                                                          |
| Екіпаж                         | 100—120 осіб                                                                 | 100—120 осіб                                                                 |
| Розміри                        |                                                                              |                                                                              |
| Довжина найбільша (по КВЛ)     | 114,9 м                                                                      | 114,9 м                                                                      |
| Ширина корпусу найб.           | 10,5 м                                                                       | 10,5 м                                                                       |
| Водотоннажність надводна       | 7800 т                                                                       | 7800 т                                                                       |
| Озброєння                      |                                                                              |                                                                              |
| Торпедно- мінне озброєння      | Носові: 4 ТА калібру 533-мм, (27 торпед Mk-48)                               | Носові: 4 ТА калібру 533-мм, (27 торпед Mk-48)                               |
| Ракетне озброєння              | 12 вертикальних ПУ ракет «Томагавк»                                          | 12 вертикальних ПУ ракет «Томагавк»                                          |

«Оклахома» (англ. USS Oklahoma (SSN-802)) - підводний човен типу «Вірджинія» V Серії. Названий на честь штату Оклахома .

## Історія створення
Підводний човен «Оклахома» був замовлений 2 грудня 2019 року. Про назву човна повідомив міністр військово-морських сил США Томас Модлі 24 грудня 2019 року..

## Будівництво та служба
2 серпня 2023 року на суднобудівному заводі Newport News Shipbuilding у Ньюпорт-Ньюс, штат Вірджинія, було закладено кіль корабля Оклахома на церемонії за присутності спонсора місіс Мері Славонік, дружини колишнього заступника міністра ВМС Грегорі Славоніка.[джерело?]